# Alan K. Bowman
Alan Keir Bowman FBA (* 23. Mai 1944 in Manchester) ist ein britischer Althistoriker.
Alan K. Bowman besuchte die Manchester Grammar School (1955–1962) und das Queen’s College (1962–1966) in Oxford. Am  Queen’s College erwarb er den Bachelor in Literae Humaniores (ein Studium mit klassischen Inhalten, Alte Geschichte und Philosophie). An der University of Toronto (1966–1969) folgten der Master und der Ph.D. Bowman war Assistant Professor of Classics an der Rutgers University (1970–1972). Von 1972 bis 1977 war er Lecturer für Alte Geschichte an der University of Manchester, von 1977 bis 2002 University Lecturer in Alter Geschichte an der University of Oxford. Von 2002 bis 2009 war Bowman Camden Professor of Ancient History in Oxford und Fellow am Brasenose College. 1994 wurde er Fellow der British Academy. Er ist außerdem ab 1999 Fellow der Society of Antiquaries of London. Er wurde im Oktober 2011 als Nachfolger von Roger Cashmore Leiter (Principal) am Brasenose College und nahm diese Funktion bis 2015 wahr.
Seine Forschungsschwerpunkte sind die Sozial- und Wirtschaftsgeschichte des Römischen Reiches, das römische Ägypten und das Kastell Vindolanda. Er bearbeitete für das British Museum die bedeutenden Funde römischer Schreibtafeln aus dem Kastell. Bowman ist einer der Herausgeber des renommierten Handbuches The Cambridge Ancient History.

## Schriften
Monographien
- mit J. David Thomas: The Vindolanda Writing-tablets (Tabulae Vindolandenses III). British Museum Press, London 2003, ISBN 978-0714122496.
- Life and letters on the Roman frontier: Vindolanda and its people. British Museum Press, London 1994, ISBN 0-7141-1389-1.
- Egypt after the Pharaohs. 332 BC – AD 642, from Alexander to the Arab-conquest. British Museum Publ., London 1986, ISBN 0-7141-0942-8.

Herausgeberschaften
- mit Andrew Wilson: The Roman agricultural economy. Organisation, investment, and production. Oxford University Press, Oxford 2013, ISBN 978-0-19-878852-2.
- mit Peter Garnsey, Averil Cameron: The Cambridge Ancient History. Second Edition. Bd. 12: The Crisis of Empire, A.D. 193–337. Cambridge University Press, Cambridge 2005, ISBN 978-0-521-30199-2 (Rezension).
- mit Peter Garnsey, Dominic Rathbone: The Cambridge Ancient History. Second Edition. Bd. 11: The High Empire, A.D. 70–192. Cambridge University Press, Cambridge 2000, ISBN 0-521-26335-2 (Rezension).
- mit Edward Champlin, Andrew W. Lintott: The Cambridge Ancient History. Second Edition. Bd. 10: The Augustan Empire. Cambridge University Press, Cambridge 1996, ISBN 0-521-26430-8.